# This Time Around: Live in Tokyo
This Time Around: Live in Tokyo è un album live dei Deep Purple, pubblicato nel 2001. Una versione parziale del concerto era già stata pubblicata nel 1977 con l'album Last Concert in Japan, ma questo disco contiene l'intero concerto.

## Tracce

### Disco 1
1. Burn – 8:08 – (David Coverdale, Ritchie Blackmore, Jon Lord, Ian Paice)
2. Lady Luck – 2:58 – (Coverdale, Jeff Cook)
3. Love child – 4:29 – (Coverdale, Tommy Bolin)
4. Gettin' tighter – 16:02 – (Bolin, Glenn Hughes)
5. Smoke on the Water/Georgia on my mind – 9:31 – (Ian Gillan, Blackmore, Roger Glover, Lord, Paice)/ (Hoagy Carmichael, Stuart Gorrell)
6. Wild dogs – 6:05 – (Bolin, John Tesar)

### Disco 2
1. I need love – 5:47 – (Coverdale, Bolin)
2. Soldier of Fortune – 1:47 – (Coverdale, Blackmore)
3. Piano solo – 9:43 – (Lord)
4. Lazy – 13:07 – (Gillan, Blackmore, Glover, Lord, Paice)
5. This time around – 3:38 – (Hughes, Lord)
6. Owed to 'G' – 3:29 – (Bolin)
7. Tommy Bolin Guitar Solo – 7:09 – (Bolin)
8. Drifter – 4:55 – (Coverdale, Bolin)
9. You keep on moving – 5:59 – (Coverdale, Hughes)
10. Stormbringer – 8:51 – (Coverdale, Blackmore)
11. Highway Star – 7:30 – (Gillan, Blackmore, Glover, Lord, Paice)

## Formazione
- Tommy Bolin - Chitarra elettrica
- David Coverdale - Voce
- Glenn Hughes - Basso elettrico, voce
- Jon Lord - Tastiere
- Ian Paice - Batteria